# Tuesday Morning Ride
Tuesday Morning Ride ist ein US-amerikanischer Kurzfilm von Dianne Houston aus dem Jahr 1995. Dianne Houston schrieb das Drehbuch nach der Kurzgeschichte A Summer Tragedy von Arna Bontemps.

## Inhalt
Jeff und Jennie, ein altes Ehepaar, leben allein in ihrem Haus auf dem Land. Jeff, ein ehemaliger Polizist, kann sich kaum noch bewegen, Jennie ist noch fitter, dafür aber blind. Der gemeinsame Sohn, ebenfalls ein Polizist, ist vor einiger Zeit im Dienst gestorben. Heute aber, und darauf besteht Jennie, putzen sich die beiden heraus. Jennie bringt das Haus in Ordnung, während Jeff das alte Cabrio im Hof vorbereitet. Jeff erzählt von seinem Freund, der ins Altenheim abgeschoben wurde, obwohl er drei Söhne hat. Endlich ist es Zeit zum Losfahren. Jennie nimmt ein Bild ihres Sohnes mit auf die Reise. Erst als beide schon im Auto sitzen, will Jeff noch eine alte Schallplatte mitnehmen, bricht auf dem Weg dorthin aber unter Schmerzen zusammen. Jennie muss aus dem Auto klettern, ihn finden und ihm helfen.
Etwas später fahren sie los, wobei Jeff sehr langsam fährt. Sie kommen am Haus von Delia, einer alten Liebe von Jeff, vorbei. Jennie ruft Delia zu, dass sie zu einer Verlobung fahren und hofft dabei auf Delias Eifersucht. Erfolgreich, wie Jeff ihr erzählt. Nach einer Weile bleibt das Auto stehen, der Kühler ist überfordert. Jeff und Jennie können nichts dagegen tun, doch bald kommt Carver, einer der Söhne des Freundes, in seinem Auto vorbei. Er wird von seiner Freundin Sherry und seiner Ex Modine, die nun seine Geschäftspartnerin ist, begleitet. Carver macht das Auto wieder fahrtüchtig, während Jeff ihn auf seinen Vater anspricht, allerdings ohne dabei etwas zu erreichen. Jeff und Jennie fahren weiter zu einer Erhebung direkt am Fluss. Dort werden beide nervös und beginnen fast einen Streit, aber Jeff tröstet Jennie und singt ihr das Gutenachtlied vor, das er immer für seinen Sohn gesungen hatte, als der noch ein kleines Kind war. Plötzlich gibt Jennie das Kommando zu starten, und zwar schnell. Jeff gibt Vollgas und fährt das Auto über die Kante hinab in den Fluss.

## Hintergrund
Tuesday Morning Ride wurde von Chanticleer Films als Teil The Discovery Program produziert. Dieses Programm gibt erfolgreichen Künstlern aus anderen Bereichen des Filmbusiness die Möglichkeit, ihre Fähigkeiten als Regisseur zu zeigen. 70 % der so Geförderten wurden in dieser Rolle erfolgreich. Tatsächlich war Tuesday Morning Ride der erste Film, bei dem die bis dahin als Drehbuchautorin erfolgreiche Dianne Houston Regie führte.
Mit Jana Sue Memel als Executive Producer und Hillary Anne Ripps als Associate Producer wurden zwei der Gründerinnen von Chanticleer im Abspann erwähnt. Für das Szenenbild war Keith B. Burns, für die Kostüme Francine Jamison-Tanchuck verantwortlich.
Tuesday Morning Ride wurde als Teil der Kurzfilmserie auf Showtime veröffentlicht.

## Oscarnominierung
Dianne Houston und Joy Ryan waren mit Tuesday Morning Ride bei der Oscarverleihung 1996 in der Kategorie Bester Kurzfilm nominiert. Der Oscar ging jedoch an Christine Lahti und Jana Sue Memel für Lieberman in Love.
Die Oscarverleihung 1996 erregte ein gewisses Aufsehen. Von insgesamt 166 nominierten Personen war nur eine afroamerikanisch, nämlich Dianne Houston. Als diese Tatsache der Zeitschrift People kurz vor der Verleihung klar wurde, kritisierte sie das in einem Artikel. Da half es auch nichts, dass mit Quincy Jones der Produzent und mit Whoopi Goldberg die Moderatorin der Oscarverleihung afroamerikanisch sind. Der Bürgerrechtler Jesse Jackson organisierte dazu eine Protestaktion, die allerdings nichts änderte und kaum beachtet wurde.
Zudem ist Dianne Houston die erste afroamerikanische Frau, die als Regisseurin eine Oscarnominierung erhielt.